# 12360 Unilandes
12360 Unilandes è un asteroide della fascia principale. Scoperto nel 1993, presenta un'orbita caratterizzata da un semiasse maggiore pari a 3,2024121 UA e da un'eccentricità di 0,1955666, inclinata di 2,38280° rispetto all'eclittica.